# Glika
Glika, lewkolist (Leontice L.) – rodzaj bylin z rodziny berberysowatych (Berberidaceae). Obejmuje 4 gatunki występujące w północnej Afryce, na Bałkanach i w południowo-zachodniej oraz środkowej Azji. 

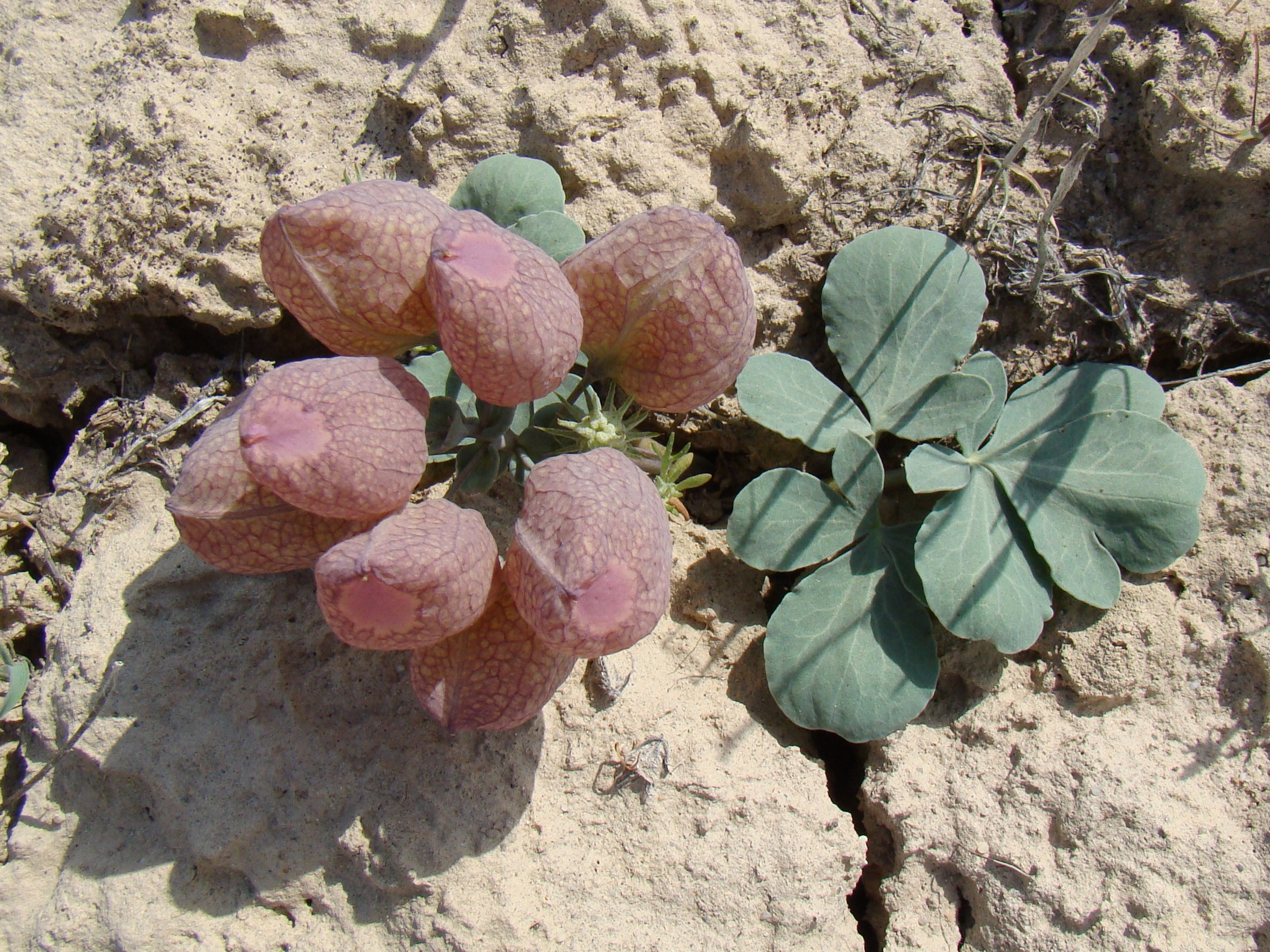
Leontice incerta

## Morfologia
PokrójByliny z bulwami, nagie. Co roku rozwija się nierozgałęziona, zielna i nierozgałęziona łodyga.
LiścieSkrętoległe, zazwyczaj tylko dwa, rzadko więcej (do 5). Blaszka liściowa pierzasto złożona dwu- lub trzykrotnie.
KwiatyZebrane w szczytowe grono. Działki okółka zewnętrznego żółte w kształcie płatków, same płatki bardzo zredukowane, krótsze od działek, także żółte. Pręciki wolne, w liczbie 8. Słupek pojedynczy, powstający z jednego owocolistka, w zalążni 2 do 4 zalążków.
OwoceKuliste niełupki, zwykle z dwoma nasionami.

## Systematyka
Pozycja systematyczna według APweb (aktualizowany system APG IV z 2016)
Rodzaj należy do podrodziny Berberidoideae, rodziny berberysowatych (Berberidaceae) zaliczanej do jaskrowców (Ranunculales). 
Gatunki
- Leontice armeniaca Belanger
- Leontice ewersmanni Bunge
- Leontice incerta Pall.
- Leontice leontopetalum L.